# Yoknapatawpha
Yoknapatawpha (pronuncia "ioknapatofa") è una contea immaginaria del sud degli Stati Uniti con capitale, altrettanto immaginaria, Jefferson, dove lo scrittore statunitense William Faulkner (Premio Nobel per la letteratura nel 1949) ha ambientato molti dei suoi romanzi e racconti. Di fatto è sovrapponibile alla, realmente esistente, Contea di Lafayette (Mississippi), con capitale Oxford. Nei suoi primi scritti la contea si chiamava Yocona, poi più tardi cambiò nome in Yoknapatawpha.

## Romanzi, racconti e testi teatrali di William Faulkner ambientati nella Contea di Yoknapatawpha
In ordine di cronologia interna al flusso narrativo:
- Una rosa per Emily (1930)
- Gli invitti (1938)
- Il borgo (1940)
- I saccheggiatori (1962)
- Assalonne, Assalonne! (1936)
- Sartoris (1929) o meglio Bandiere nella polvere (1973)
- La città (1957)
- Old Man (1939) racconto pubblicato in If I Forget Thee, Jerusalem
- L'urlo e il furore (1929)
- Mentre morivo (1930)
- Santuario (1931)
- Luce d'agosto (1932)[1]
- Requiem per una monaca (1951)
- Scendi, Mosè (1942)
- Non si fruga nella polvere (1948)
- Knight's Gambit (1949)
- Il palazzo. Romanzo della famiglia Snopes (1959)